# سرگی پونومارف
سرگی پونومارف (روسی: Серге́й Пономарев؛ زادهٔ ) یک بازیکن فوتبال اهل روسیه است.
از باشگاه‌هایی که در آن بازی کرده‌است می‌توان به باشگاه فوتبال ذوب‌آهن اصفهان اشاره کرد.